# Böses Weibl
Das Böse Weibl ist ein 3119 m ü. A. hoher Gipfel im Norden der Schobergruppe in Osttirol.
Der Berg ist charakteristisch durch seinen kegelförmigen Gipfelaufbau. Er ist einer der leicht zu ersteigenden Dreitausender der Schobergruppe, auch wenn zumindest 1200 Höhenmeter im Auf- und Abstieg zu bewältigen sind.
Auf dem Gipfel ist die Sicht zum Großglockner möglich, von Osten über Süden nach Westen breitet sich zudem die Schobergruppe mit dem Großen Hornkopf, dem Roten Knopf, Glödis, Ralfkopf, Ganot und Hochschober aus.

## Aufstiegsmöglichkeiten
Von Nordwesten erfolgt der Anstieg vom Lucknerhaus an der Kalser Glocknerstraße zum Peischlachtörl (2490 m), wo auch der Wiener Höhenweg von der Glorerhütte hinzukommt. Stets am Kamm führt der Weg weiter zum Tschadinsattel (2987 m). Von dort geht es über die Westflanke zum Gipfel. Vom Peischlachtörl kann man auch dem Wiener Höhenweg zum Kesselkeessattel (2926 m) folgen, an dem sich das Gernot-Röhr-Biwak befindet, und von dort über die Ostflanke den Gipfel erreichen.
Von Südosten erfolgt der Anstieg von der Elberfelder Hütte und über den Wiener Höhenweg gelangt man von der anderen Seite zum Kesselkeessattel.
Von der Lesachalmhütte führt ein Weg zuerst östlich und im Verlauf auf nördlich drehend zum Tschadinsattel und von dort ist wieder über die Westflanke der Gipfel erreichbar.